# 경기도의 시도등록문화유산
경기도 등록문화재는 경기도가 지정하는 시도등록문화재로서, 경기도지사가 문화재보호법 개정에 따라 2020년 9월부터 도민 의견 수렴과 전문가 검토 등을 통해 지정문화재나 국가등록문화재가 아닌 유형문화재, 기념물, 민속문화재 중에서 보존과 활용을 위한 조치가 특별히 필요하여 등록한 문화재이다.
시도등록문화재 제도는 등록문화재 제도를 국가와 지자체에서 이원화하여 시행하고자 2019년 12월 25일부터 시행되었으며, 2021년 10월 처음으로 지정된 경기도의 등록문화재는 한국전쟁 시기 만들어진 피난민 태극기를 비롯해 11개다.

## 지정 목록
| 번호 | 사진 | 명칭                                                   | 소재지                                     | 관리자 (단체)               | 지정일           | 참조 |
| 1호  |      | 한국전쟁 피난민 태극기 (韓國戰爭 避難民 太極旗)        | 경기도 동두천시 평화로2910번길 96-63       | 동두천 자유수호평화박물관   | 2021년 10월 27일 |      |
| 2호  |      | 파주 갈곡리 성당                                       | 경기도 파주시 법원읍 화합로 466번길 25     | 천주교의정부교구 유지재단   | 2021년 10월 27일 |      |
| 3호  |      | 오산 유엔군 초전기념비와 옛 동판 한국노무단(KSC)안내판 | 경기도 오산시 외삼미동 600-1               | 오산시장                    | 2021년 10월 27일 |      |
| 4호  |      | 일제강점기 문화재 실측 및 수리도면 일괄                | 경기도 수원시 팔달구 창룡대로 21           | 수원화성박물관              | 2021년 10월 27일 |      |
| 5호  |      | 기아 경3륜 트럭 T600                                   | 경기도 안산시 단원구 중앙대로 685          | 안산산업역사박물관          | 2021년 10월 27일 |      |
| 6호  |      | 부천 한미재단 소사 4-H 훈련농장 사일로                 | 경기도 부천시 소사본동 364-6               | 부천시장                    | 2021년 10월 27일 |      |
| 7호  |      | 수원 방화수류정 자개상                                 | 경기도 수원시 영통구 창룡대로 265          | 수원박물관                  | 2021년 10월 27일 |      |
| 8호  |      | 파주 라스트 찬스                                       | 경기도 파주시 파평면 진동로 4              | 김해정                      | 2021년 10월 27일 |      |
| 9호  |      | 파주 말레이지아교                                      | 경기도 파주시 조리읍 등원리 378-2 일원     | 파주시장                    | 2021년 10월 27일 |      |
| 10호 |      | 동주염전 소금운반용 궤도차                             | 경기도 안산시 단원구 중앙대로 685          | 안산산업역사박물관          | 2021년 10월 27일 |      |
| 11호 |      | 목제 솜틀기                                            | 경기도 안산시 단원구 중앙대로 685          | 안산산업역사박물관          | 2021년 10월 27일 |      |
| 12호 |      | 군포 둔대교회                                          | 경기도 군포시 둔대로 11번길 15             | 기독교대한감리회유지재단    | 2022년 4월 6일   |      |
| 13호 |      | 시흥 옛 소래염전 소금창고                              | 경기도 시흥시 장곡동 724-32, 724-42        | 시흥시장                    | 2022년 4월 6일   |      |
| 14호 |      | 근화창가 제1집                                         | 경기도 평택시 현덕면 평택호길 147          | 한국소리터 한국근현대음악관 | 2022년 4월 6일   |      |
| 15호 |      | 행주성당 종도행전                                      | 경기도 고양시 덕양구 행주산성로 144번길 50 | 천주교 의정부교구 유지재단  | 2022년 9월 30일  |      |
| 16호 |      | 이해조 구마검                                          | 경기도 성남시 분당구 하오개로 323          | 한국학중앙연구원            | 2023년 3월 31일  |      |
| 17호 |      | 오천석 금방울                                          | 경기도 성남시 분당구 하오개로 323          | 한국학중앙연구원            | 2023년 3월 31일  |      |
| 18호 |      | 하남 구산성당                                          | 경기도 하남시 미사강변 한강로 131          | 천주교수원교구유지재단      | 2023년 3월 31일  |      |

## 같이 보기
- 경기도의 국가등록문화재